# Hồi ức kẻ sát nhân
Hồi ức kẻ sát nhân (Hangul: 살인의 추억, tựa tiếng Anh: Memories of Murder) là một bộ phim hình sự, giật gân của điện ảnh Hàn Quốc ra mắt năm 2003, được đạo diễn bởi Bong Joon-ho. Phim có sự tham gia diễn xuất của hai ngôi sao điện ảnh Song Kang-ho và Kim Sang-kyung. Hồi ức kẻ sát nhân lấy cảm hứng từ câu chuyện có thật về vụ giết người hàng loạt đầu tiên được ghi nhận ở Đại Hàn dân quốc từ năm 1986 đến năm 1991 tại thành phố Hwaseong, tỉnh Gyeonggi.
Đây là tác phẩm thứ hai của đạo diễn Bong, sau phim điện ảnh đầu tay của ông mang tên Chó sủa là chó không cắn (2000). Cốt truyện Hồi ức kẻ sát nhân dựa trên kịch bản gốc vở kịch Come to see me của nhà soạn kịch Kim Kwang-rim.
Khi ra mắt, phim ngay lập tức được đón nhận nồng nhiệt từ khán giả và giới phê bình. Hồi ức kẻ sát nhân mang về nhiều giải thưởng lớn cho đạo diễn Bong Joon-ho và nam diễn viên Song Kang-ho. Bộ phim được đem đi trình chiếu tại nhiều liên hoan phim quốc tế danh giá và được các nhà làm phim, phê bình điện ảnh thế giới đánh giá cao. Đạo diễn Quentin Tarantino chọn Hồi ức kẻ sát nhân là một trong 20 bộ phim yêu thích của ông.
Hồi ức kẻ sát nhân lấy bối cảnh năm 1986, một thị trấn nhỏ ở Hàn Quốc trở nên rúng động khi thi thể của một phụ nữ trẻ bị cưỡng hiếp và sát hại được tìm thấy ở gần một cánh đồng. Không lâu sau đó, hàng loạt nạn nhân mới lần lượt xuất hiện, đều là những cô gái trẻ với phương thức thực hiện tội ác tương tự. Điều này dấy lên nghi ngờ rằng đứng sau tất cả là một kẻ sát nhân điên loạn. Bộ phim kể về hành trình hợp tác điều tra danh tính tên sát nhân của cảnh sát địa phương Park Doo-man (Song Kang-ho) và viên thanh tra từ Seoul, Seo Tae-yoon (Kim Sang-kyung).

## Nội dung
Tháng 10 năm 1986, người ta phát hiện xác một phụ nữ bị cưỡng hiếp và sát hại nằm dưới một con kênh ở Hwaseong, tỉnh Gyeonggi. Không lâu sau, lại có thêm một thi thể nữa được tìm thấy với phương thức hạ sát tương tự. Thanh tra Park Doo-man được giao nhiệm vụ phá án dù anh gần như không có chuyên môn và chưa từng phải xử lý vụ án phức tạp nào. Vì quá ít manh mối, nghiệp vụ lạc hậu và kỹ thuật pháp y nghèo nàn nên công tác điều tra của Doo-man dần đi vào bế tắc. Doo-man chế giễu những phương pháp khoa học và tin tưởng vào "đôi mắt thần" của bản thân khi khẳng định anh có thể “nhìn” được một người có tội hay không. Thông qua lời kể của vợ, anh tìm tới cậu trai trẻ chậm phát triển Baek Kwang-ho. Bằng "đôi mắt thần" của mình, Doo-man tuyên bố Kwang-ho có liên quan tới vụ án. Quá tin vào trực giác, Doo-man cùng cộng sự Cho Yong-koo ép cung Kwang-ho khiến cậu ta không chịu nổi áp lực và tự mình thú tội. Ghi âm lại lời khai của Kwang-ho, Doo-man và cả sở cảnh sát Hwaseong tưởng như có thể kết thúc vụ án.
Lúc này, Thanh tra Seo Tae-yoon từ sở cảnh sát Seoul tình nguyện tới Hwaseong hỗ trợ phá án. Phương pháp làm việc chuyên nghiệp, luôn tin vào bằng chứng của Tae-yoon khiến anh và Doo-man thường xuyên xung đột. Tae-yoon nhanh chóng loại Kwang-ho khỏi danh sách nghi can vì cho rằng tay cậu quá yếu để có thể trói và siết cổ các nạn nhân. Sau khi thêm nhiều phụ nữ vô tội mất mạng, hai thanh tra đi đến kết luận: hung thủ thường chọn các mục tiêu mặc trang phục màu đỏ và thích ra tay vào những đêm mưa. Cô cảnh sát Kwon Kwi-ok cũng phát hiện ra đài phát thanh địa phương luôn được yêu cầu phát bài hát Sad Letter trong những đêm mà tên giết người hàng loạt ra tay.
Gần hiện trường án mạng mới nhất, Doo-man, Tae-yoon và Yong-koo nhìn thấy một gã đàn ông đang thủ dâm bên bộ đồ lót màu đỏ. Tên này vùng chạy khi phát hiện ra ba người, cả nhóm đuổi theo và bắt hắn về sở cảnh sát để hỏi cung. Liền sau đó, nhờ sự giúp đỡ của Kwi-ok, Tae-yoon nhận được tin về một cô gái từng bị tên sát nhân tấn công nhưng may mắn thoát chết. Qua thẩm vấn, Tae-yoon biết được tên sát nhân có đôi tay rất mềm mại. Nhìn vào bàn tay thô ráp của tên biến thái đang bị tình nghi, anh phóng thích người này. Tức giận vì cho rằng Tae-yoon đánh mất nghi can số một, Doo-man lao vào xô xát với Tae-yoon, cả hai người chỉ dừng lại khi Kwi-ok thông báo trời đang mưa và bài Sad Letter thì đang được phát. Nhóm cảnh sát không thể ngăn cản kẻ thủ ác tiếp tục ra tay và lại thêm một cái xác nữa được tìm thấy. Tới đây, Doo-man và Tae-yoon quyết định đoàn kết cùng nhau làm việc.
Trong quá trình khám nghiệm tử thi, cảnh sát tìm thấy nhiều mảnh nhỏ của một quả đào trong thi thể một nạn nhân. Tổng hợp toàn bộ suy luận và manh mối, cuối cùng Tae-yoon và Doo-man cũng tìm được cái tên đáng nghi nhất là Park Hyeon-gyu, một công nhân nhà máy. Bàn tay mềm mại của Hyeon-gyu cộng thêm phản ứng bất thường của tên này khi Tae-yoon nhắc tới chi tiết những mảnh đào khiến cả hai thanh tra tin chắc Hyeon-gyu là thủ phạm dù chưa có bằng chứng rõ ràng. Quá nóng lòng vì Hyeon-gyu ngoan cố không thú nhận, Yong-koo nổi đóa, đánh đập Hyeon-gyu để rồi bị cấm vào phòng thẩm vấn. Khi nghe kỹ lại khẩu cung của Baek Kwang-ho, Tae-yoon và Doo-man nhận ra có thể đó không phải lời thú tội của Kwang-ho mà đơn giản chỉ là lời kể lại những việc mà chính mắt cậu ta thấy. Cả hai cùng nhau tới quán ăn của gia đình Kwang-ho. Tại đây, họ không thấy Kwang-ho mà chỉ thấy Yong-koo đang say mèm trên bàn nhậu. Vì bị chế giễu, Yong-koo đánh nhau với khách ở quán. Đúng lúc này, Kwang-ho về nhà, vớ lấy một thanh gỗ gắn đầu đinh gỉ đánh thẳng vào chân Yong-koo rồi vùng chạy. Hai thanh tra đuổi theo Kwang-ho để cố tra hỏi nhưng cậu ta phát điên và lao vào đường ray xe lửa đúng lúc tàu đi ngang qua.
Pháp y thu thập được một mẫu tinh dịch rất có thể là của hung thủ, tuy nhiên kỹ thuật y khoa Hàn Quốc chưa phát triển, mẫu thử phải được gửi qua Hoa Kỳ xét nghiệm DNA để so sánh với kẻ tình nghi Hyeon-gyu. Buộc phải thả Hyeon-gyu, Tae-yoon vẫn cố gắng theo sát hắn nhưng mất dấu vì một phút chợp mắt. Tối hôm đó, hung thủ tiếp tục giết một cô bé học sinh. Đến hiện trường vào sáng hôm sau, Tae-yoon bàng hoàng nhận ra nạn nhân chính là cô học trò nhỏ mà mình từng trò chuyện hôm trước. Quá đau đớn và thất vọng, anh kéo Hyeon-gyu ra đường ray xe lửa, cho hắn một trận đòn nhừ tử. Doo-man đem tài liệu xét nghiệm DNA từ Hoa Kỳ tới chỗ Tae-yoon. Trớ trêu thay, kết quả cho thấy mẫu tinh dịch không phải của Hyeon-gyu. Tae-yoon không còn giữ được niềm tin sắt đá vào bằng chứng nữa, anh gạt tờ xét nghiệm sang một bên, rút súng chĩa vào đầu Hyeon-gyu, ép hắn nhận tội. Doo-man lao vào cản Tae-yoon ngay khi anh ta định lấy mạng Hyeon-gyu.
Sau tất cả, chân tướng của tên sát nhân vẫn là điều bí ẩn. Đến thăm lại hiện trường vụ án vào năm 2003, Doo-man, hiện tại đang là doanh nhân, bắt gặp một cô bé. Cô bé kể rằng cũng vừa có người mới đến đây, một người lạ với ngoại hình khá bình thường. Khi được hỏi vì sao hắn ngắm nhìn con kênh thì hắn nói rằng hắn đang nhớ lại một việc đã làm từ rất lâu rồi. Doo-man sững người và bất chợt nhìn thẳng vào khán giả, cứ như đang dùng "đôi mắt thần" dõi theo tên sát nhân đâu đó ngoài kia vậy.

## Dàn diễn viên chính

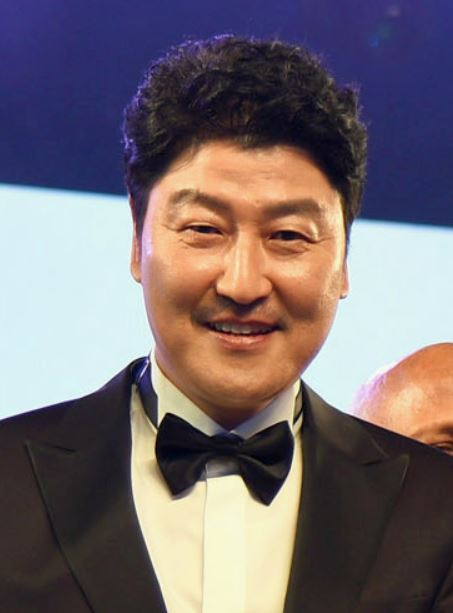
Diễn viên Song Kang-ho.

- Song Kang ho trong vai thanh tra Park Doo-man, một thanh tra thiếu kinh nghiệm, người được giao trọng trách điều tra chuỗi án mạng.
- Kim Sang-kyung trong vai Seo Tae-yoon, một thanh tra trẻ từ Seoul, đầy nhiệt huyết và luôn tin vào bằng chứng điều tra.
- Kim Roi-ha trong vai Cho Yong-koo, cộng sự nóng nảy, bộc trực của Park Doo-man.
- Song Jae-ho trong vai Shin Dong-chul, cấp trên của Park Doo-man.
- Byun Hee-bong trong vai trung sĩ Koo Hee-bong.
- Go Seo-hee trong vai sĩ quan Kwon Kwi-ok.
- Park No-shik trong vai Baek Kwang-ho, cậu trai trẻ chậm phát triển.
- Park Hae-il trong vai Park Hyeon-gyu, nghi phạm đáng nghi nhất.
- Jeon Mi-seon trong vai Kwok Seol-yung.

## Đón nhận và phê bình
Tại thị trường nội địa, Hồi ức kẻ sát nhân thu hút 5.101.645 lượt xem, trở thành phim quốc nội có doanh thu cao thứ nhì tại Hàn Quốc năm 2003, xếp sau Biệt đội ám sát. Thành công về mặt doanh thu của phim được xem như cứu cánh, giúp cho công ty sản xuất Sidus Pictures thoát khỏi bờ vực phá sản.
Với sự ủng hộ nồng nhiệt từ khán giả và giới phê bình, tại Giải thưởng Điện ảnh Đại Chung lần thứ 40, Hồi ức kẻ sát nhân giành giải phim hay nhất, còn Bong Joon-ho và Song Kang-ho lần lượt nhận giải "Đạo diễn xuất sắc nhất" và "Diễn viên chính xuất sắc nhất". Tác phẩm cũng được đem trình chiếu và nhận được đánh giá rất cao tại nhiều Liên hoan phim quốc tế bao gồm các Liên hoan phim Cannes, Liên hoan phim quốc tế Hawaii, Liên hoan phim quốc tế London, Liên hoan phim quốc tế Tokyo và Liên hoan phim quốc tế San Sebastián, nơi Bong Joon-ho nhận giải "Đạo diễn mới xuất sắc nhất". Theo một khảo sát với giới chuyên gia trên tờ Sports Dong-A, Hồi ức kẻ sát nhân dẫn đầu danh sách những phim hay nhất trong suốt 100 năm, từ năm 1919 đến năm 2019 của nền điện ảnh Hàn Quốc.
Đạo diễn Quentin Tarantino xếp bộ phim này cùng Quái vật sông Hàn (2006) cũng của Bong Joon-ho vào danh sách 20 bộ phim yêu thích của ông kể từ năm 1992.
Hồi ức kẻ sát nhân được hệ thống tổng hợp kết quả đánh giá Rotten Tomatoes chấm 90%, với mức điểm trung bình là 7,75/10 thông qua 42 lượt đánh giá. Các đánh giá trên trang đồng thuận rằng: "Hồi ức kẻ sát nhân pha trộn thể loại tội phạm quen thuộc với châm biếm xã hội và hài kịch, thể hiện rõ nỗi thất vọng toàn tập của các nhân vật chính." Trên Metacritic, tác phẩm giành được điểm 82/100 thông qua 15 lượt phê bình, xếp vào dạng "universal aclaim" (thỏa mãn nhiều đối tượng người xem). Còn trang Imdb thì cho phim điểm 8,1, và cũng theo xếp hạng của cơ sở dữ liệu điện ảnh này Hồi ức kẻ sát nhân nằm trong top 50 phim giật gân hay nhất.

## So sánh với nguyên mẫu có thật
Khi quyết định làm bộ phim, tôi bắt đầu thực hiện một lượng lớn nghiên cứu. Tôi bị ám ảnh bởi những sự thật liên quan tới vụ án. Tôi xem qua tất cả các báo cáo và bắt đầu phỏng vấn những người có liên quan: nhà báo, thanh tra, những người dân sống ở thị trấn đương thời.

— Bong Joon-ho, British Film Institute
Hồi ức kẻ sát nhân lấy cảm hứng từ câu chuyện có thật về vụ giết người hàng loạt đầu tiên được ghi nhận ở Đại Hàn dân quốc từ năm 1986 đến năm 1991 tại thành phố Hwaseong, tỉnh Gyeonggi. Số nạn nhân không được đề cập cụ thể trong phim. Thực tế, lực lượng cảnh sát đã xác nhận 10 phụ nữ bị cưỡng hiếp và sát hại tại Hwaseong từ tháng 10 năm 1986 đến tháng 4 năm 1991. Một số chi tiết trong Hồi ức kẻ sát nhân như việc kẻ giết người trói nạn nhân bằng chính đồ lót của họ tương đồng với hồ sơ vụ giết người hàng loạt tại Hwaseong. Trong quá trình điều tra, các điều tra viên cũng phải nhờ tới công nghệ giám định DNA của Nhật Bản (trong phim là Hoa Kỳ) để xác định danh tính của tên sát nhân. Cũng như cái kết của phim, ba năm sau thời điểm Hồi ức kẻ sát nhân công chiếu, thủ phạm thật sự của chuỗi vụ án tại Hwaseong vẫn chưa bị đưa ra ánh sáng dù 2006 là năm hết thời hạn truy cứu trách nhiệm hình sự.

## Phóng tác
Năm 2016, bộ phim truyền hình phóng tác dựa trên Hồi ức kẻ sát nhân được biên kịch bởi Kim Eun-hee, mang tên Signal lên sóng kênh TvN. TV series này gặt hái được nhiều giải thưởng quan trọng tại Lễ trao giải Beaksang 2016 bao gồm Giải phim truyền hình hay nhất, Giải nữ diễn viên xuất sắc nhất (Kim Hye-soo) và Giải kịch bản xuất sắc nhất (Kim Eun-hee). Signal cũng được Nhật Bản làm lại và phát hành năm 2018.

## Thông tin bên lề
Tưởng như chuỗi án mạng ở Hwaseong đã dần đi vào quên lãng thì tháng 9 năm 2019, Tổng giám đốc cảnh sát tỉnh Gyeonggi, Ban Gi-soo, cũng là sĩ quan mới nhất được giao nhiệm vụ điều tra vụ án, đã đưa ra thông báo gây bùng nổ. Vào tháng 7 cùng năm, cảnh sát đã gửi tất cả bằng chứng họ có được trong 30 năm qua cho Cơ quan Pháp y Quốc gia để tiến hành xét nghiệm DNA. Mẫu DNA có được từ ít nhất trong 3 vụ án đều trùng khớp với người đàn ông có tên là Lee Chun-jae, đang thi hành án tù chung thân cho tội danh cưỡng bức và giết em vợ vào năm 1994. Một tháng sau, Lee thừa nhận hắn đã giết tất cả 10 người ở Hwaseong và 4 nạn nhân khác mà cảnh sát không công bố thông tin chi tiết. Lee khai từng chi tiết và thậm chí còn vẽ lên giấy địa điểm mà hắn đoạt mạng nạn nhân.
Trong một sự kiện liên quan tới bộ phim Ký sinh trùng mới ra mắt của mình tại Los Angeles, Bong Joon-ho đã chia sẻ vài điều về hung thủ của chuỗi vụ án Hwaseong: "Khi làm bộ phim tôi đã vô cùng tò mò cũng như trăn trở về tên sát nhân này. Luôn tự hỏi ngoại hình của hắn trông như thế nào?" Đạo diễn Bong cũng cho biết trong quá trình viết kịch bản, ông đã gặp rất nhiều nhân vật liên quan tới vụ án như các phóng viên, cảnh sát. "Người duy nhất tôi chưa gặp đương nhiên là tên sát nhân. Thế rồi vào tuần trước, cuối cùng tôi cũng biết mặt hắn qua một bức ảnh. Tôi nghĩ là phải mất một thời gian nữa mới có thể giải thích rõ cảm xúc của mình về chuyện này, giờ thì tôi chỉ muốn dành lời tán dương cho những cảnh sát đã miệt mài, không ngừng tìm ra thủ phạm."

## Giải thưởng

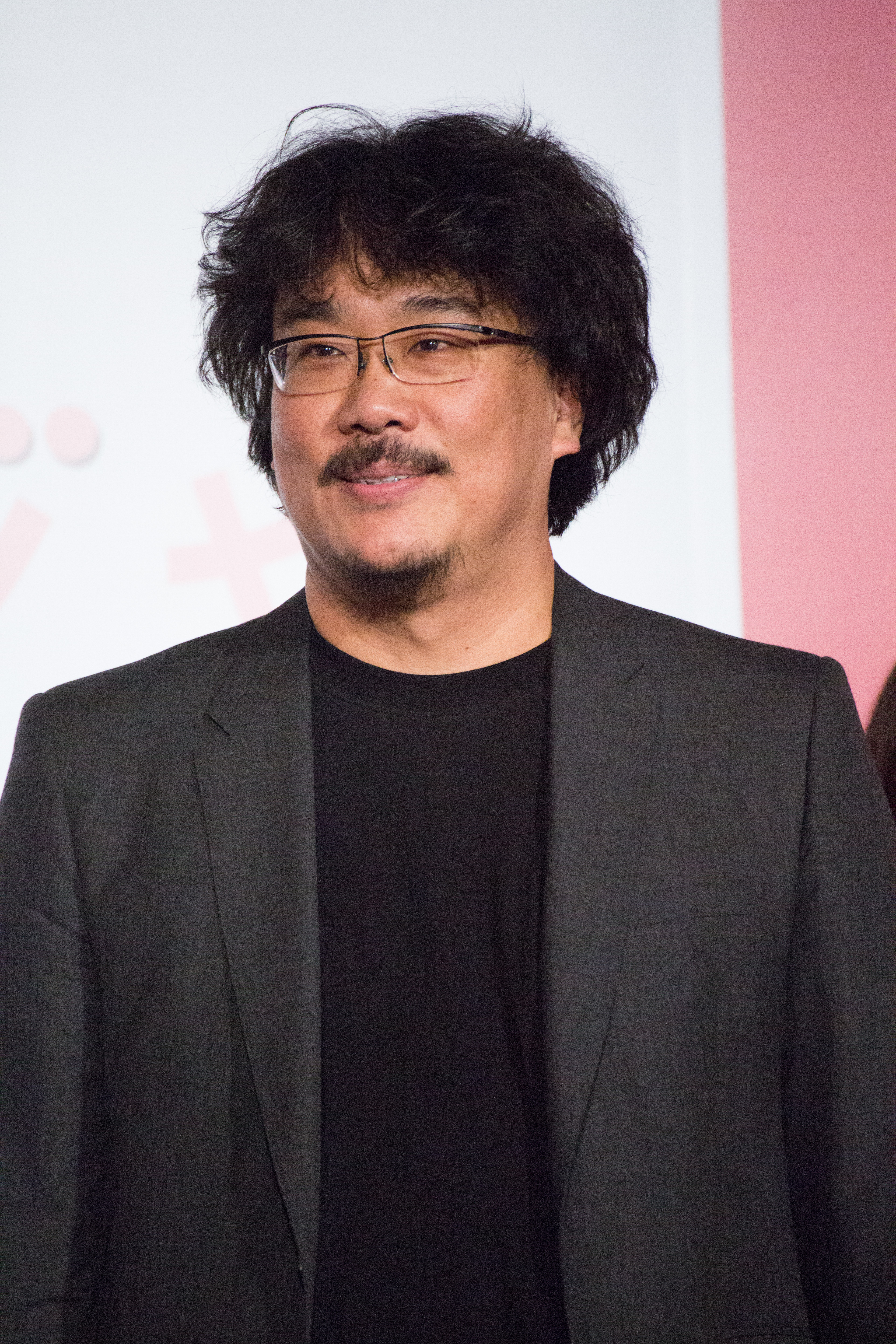
Đạo diễn Bong Joon-ho.

| Năm  | Giải thưởng                        | Hạng mục trao giải              | Đối tượng nhận giải          | Nguồn         |
| ---- | ---------------------------------- | ------------------------------- | ---------------------------- | ------------- |
| 2003 | Giải thưởng phim nghệ thuật Chunsa | Phim hay nhất                   | Hồi ức kẻ sát nhân           | [ 10 ] [ 28 ] |
| 2003 | Giải thưởng phim nghệ thuật Chunsa | Đạo diễn xuất sắc nhất          | Bong Joon-ho                 | [ 10 ] [ 28 ] |
| 2003 | Giải thưởng phim nghệ thuật Chunsa | Nam diễn viên xuất sắc nhất     | Song Kang-ho                 | [ 10 ] [ 28 ] |
| 2003 | Giải thưởng phim nghệ thuật Chunsa | Nam diễn viên phụ xuất sắc nhất | Park No-shik                 | [ 10 ] [ 28 ] |
| 2003 | Giải thưởng phim nghệ thuật Chunsa | Kịch bản hay nhất               | Bong Joon-ho và Shim Sung-bo | [ 10 ] [ 28 ] |
| 2003 | Giải thưởng phim nghệ thuật Chunsa | Quay phim tốt nhất              | Kim Hyung-koo                | [ 10 ] [ 28 ] |
| 2003 | Giải thưởng phim nghệ thuật Chunsa | Biên tập phim tốt nhất          | Kim Sun-min                  | [ 10 ] [ 28 ] |
| 2003 | Giải phê bình phim Busan           | Đạo diễn xuất sắc nhất          | Bong Joon-ho                 | [ 10 ] [ 28 ] |
| 2003 | Giải phê bình phim Busan           | Kịch bản hay nhất               | Bong Joon-ho                 | [ 10 ] [ 28 ] |
| 2003 | Giải Đại Chung                     | Phim hay nhất                   | Hồi ức kẻ sát nhân           | [ 10 ] [ 28 ] |
| 2003 | Giải Đại Chung                     | Đạo diễn xuất sắc nhất          | Bong Joon-ho                 | [ 10 ] [ 28 ] |
| 2003 | Giải Đại Chung                     | Nam diễn viên xuất sắc nhất     | Song Kang-ho                 | [ 10 ] [ 28 ] |
| 2003 | Liên hoan phim quốc tế Tokyo       | Phim châu Á hay nhất            | Hồi ức kẻ sát nhân           | [ 10 ] [ 28 ] |
| 2003 | Giải thưởng điện ảnh Rồng Xanh     | Quay phim tốt nhất              | Kim Hyung-koo                | [ 10 ] [ 28 ] |
| 2003 | Giải thưởng phim Hàn Quốc          | Phim hay nhất                   | Hồi ức kẻ sát nhân           | [ 10 ] [ 28 ] |
| 2003 | Giải thưởng phim Hàn Quốc          | Đạo diễn xuất sắc nhất          | Bong Joon-ho                 | [ 10 ] [ 28 ] |
| 2003 | Giải thưởng phim Hàn Quốc          | Nam diễn viên xuất sắc nhất     | Song Kang-ho                 | [ 10 ] [ 28 ] |
| 2003 | Giải thưởng phim Hàn Quốc          | Kịch bản hay nhất               | Bong Joon-ho và Shim Sung-bo | [ 10 ] [ 28 ] |
| 2003 | Giải thưởng phim Hàn Quốc          | Quay phim tốt nhất              | Kim Hyung-koo                | [ 10 ] [ 28 ] |
| 2003 | Giải thưởng phim Hàn Quốc          | Biên tập phim tốt nhất          | Kim Sun-min                  | [ 10 ] [ 28 ] |
| 2003 | Giải Director's Cut                | Đạo diễn xuất sắc nhất          | Bong Joon-ho                 | [ 10 ] [ 28 ] |
| 2003 | Giải Director's Cut                | Nam diễn viên xuất sắc nhất     | Song Kang-ho                 | [ 10 ] [ 28 ] |
| 2003 | Giải Director's Cut                | Nhà sản xuất tốt nhất           | Cha Seung-jae                | [ 10 ] [ 28 ] |
| 2003 | Liên hoan phim Torino              | Kịch bản hay nhất               | Bong Joon-ho và Shim Sung-bo | [ 10 ] [ 28 ] |
| 2004 | Liên hoan phim hình sự Cognac      | First Prize                     | Hồi ức kẻ sát nhân           | [ 10 ] [ 28 ] |
| 2004 | Liên hoan phim hình sự Cognac      | Premier Prize                   | Hồi ức kẻ sát nhân           | [ 10 ] [ 28 ] |